# Nisivaki Dzsunzaburó
Nisivaki Dzsunzaburó (西脇順三郎; Hepburn: Nishiwaki Junzaburō) (Odzsija,  Niigata prefektúra, 1894. január 20. – Odzsija, 1982. június 5.) japán költő, kritikus, a 20. századi japán költészet és költészetelmélet egyik legnagyobb alakja.
A Niigata prefektúrabeli Odzsijában született, apja bankár volt. Festőnek készült, Kuroda Szeikinél is tanult, de ezzel apja halála miatt fel kellett hagynia. Közgazdaságtant hallgatott a Keió Egyetemen, megtanult latinul, görögül, angolul és németül. Rendkívüli nyelvérzékére jellemző, hogy doktori értekezését latin nyelven írta.
Angolul kezdett verselni, 1922 és 1925 között az Oxfordi Egyetemre járt, ott ismerkedett meg a modernisták, James Joyce, T. S. Eliot és Ezra Pound műveivel. Nagy hatással volt rá Charles Baudelaire és a francia szürrealizmus is. Első (angol nyelvű) verseskötetét Spectrum címmel Londonban publikálta, saját költségén.
Japánba visszatérve a Keió Egyetemen adott elő angol irodalmat és általános nyelvészetet. Megalapította az első japán szürrealista folyóiratot (Fukuiku taru kafu jo) s egy másikat is, amely elsősorban költészetelmélettel foglalkozott (Si to siron). Új technikákat alkalmazó (groteszk, egzisztencialista) japán verseinek két gyűjteménye: Ambarvalia (1933), Tabibito kaerazu („Nem tér vissza utazó”, 1947). 1953-ban jelent meg első összegző kötete: Kindai no gúva („Modern allegóriák”).
1952-ben tette közzé nagy kritikai sikert arató Átokföldje-fordítását (T. S. Eliot). Később Eliot Négy kvartett-jét, Shakespeare szonettjeit és Joyce Kamarazené-jét, valamint Mallarmé sok költeményét is átültette japán nyelvre.
1962-ben beválasztották a Japán Művészeti Akadémia, 1974-ben pedig az Amerikai Művészeti és Tudományos Akadémia tagjai közé. Nobel-díjra is jelölték.